# Strada statale 590 della Valle Cerrina
La ex strada statale 590 della Valle Cerrina (SS 590), ora strada provinciale 590 della Val Cerrina (SP 590) in provincia di Alessandria e strada provinciale 590 di Val Cerrina (SP 590) in provincia di Asti ed in provincia di Torino, è una strada provinciale italiana che si sviluppa per intero in Piemonte.

## Percorso

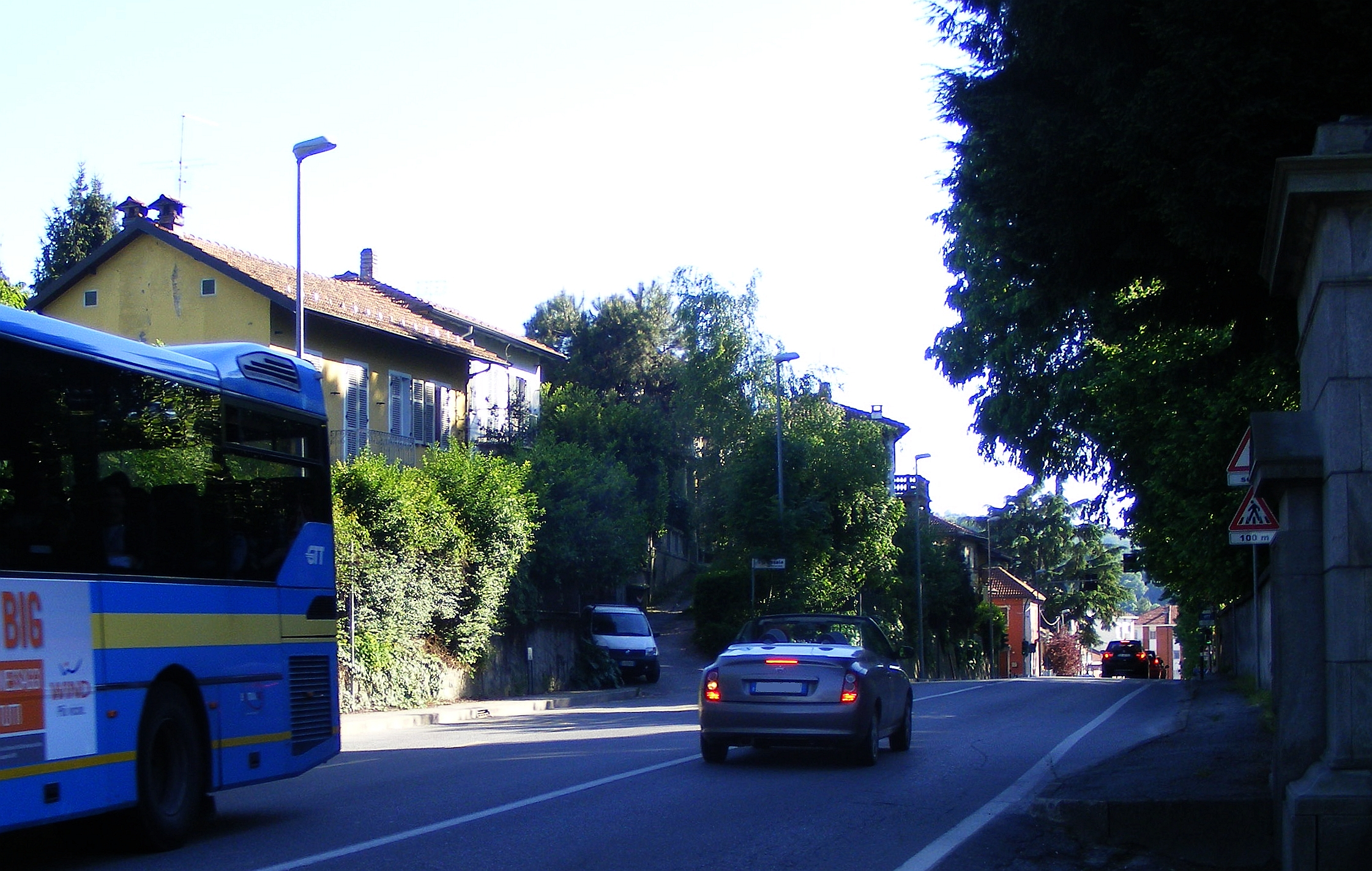
La 590 a Sambuy (San Mauro Torinese)

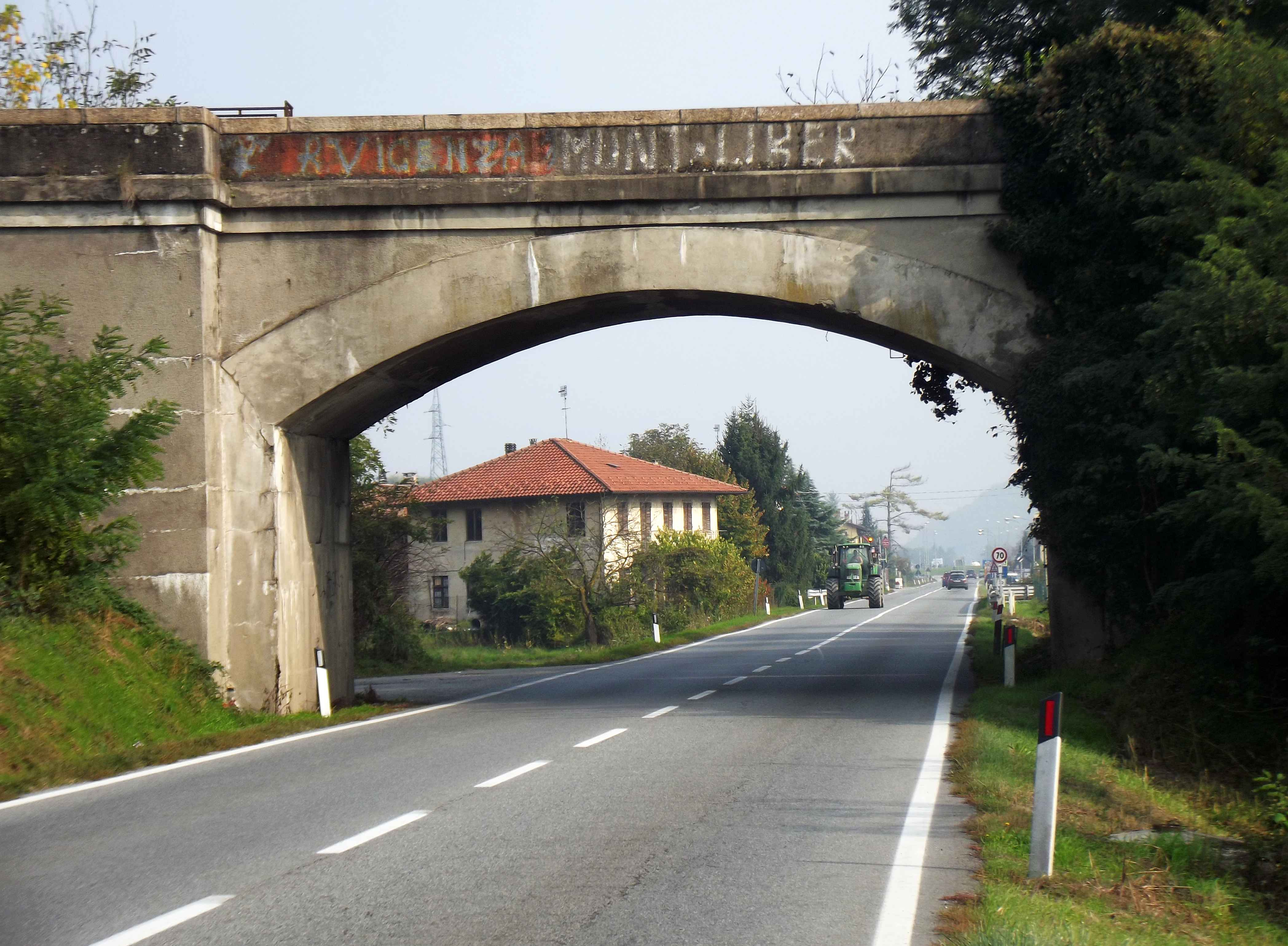
Il ponte della ferrovia Chivasso-Asti a San Sebastiano da Po

La strada ha inizio dalla periferia nordest di Torino (Corso Casale) ed è, per la maggior parte del tracciato, una strada di pianura ad alto scorrimento e scorre sulla riva destra del Po per un buon tratto.
 Nel suo percorso tocca San Mauro Torinese, Castiglione Torinese e Gassino Torinese, il territorio comunale di Castagneto Po, San Sebastiano da Po, da dove diparte la ex strada statale 458 di Casalborgone, poi Brusasco e Brozolo; entra quindi nell'astigiano per un brevissimo tratto, toccando il territorio comunale di Robella.
Dopo pochi chilometri entra infine nell'alessandrino, in territorio di Murisengo, dove la strada rimane scorrevole nonostante la presenza delle zone collinari (valle Cerrina) : qui attraversa la frazione di Pozzo di Odalengo Grande, il territorio comunale di Cerrina Monferrato, interseca la ex strada statale 455 di Pontestura e arriva nel comune di Ozzano Monferrato, dove si immette sulla ex strada statale 457 di Moncalvo.
In seguito al decreto legislativo n. 112 del 1998, dal 2001, la gestione è passata dall'ANAS alla Regione Piemonte che ha provveduto all'immediato trasferimento dell'infrastruttura alla Provincia di Torino, alla Provincia di Asti e alla Provincia di Alessandria per le tratte territorialmente competenti.